# Lijst van spelers van Kashiwa Reysol
Deze lijst omvat voetballers die bij de Japanse voetbalclub Kashiwa Reysol spelen of gespeeld hebben. De namen van de spelers zijn alfabetisch gerangschikt.

## A
- Yoshiro Abe
- Adigun Adebayo Junior
- Hiroki Akino
- Alceu
- Alex
- An Yong-hak

## B
- Pavel Badea
- Akimi Barada
- Valdeci Basílio da Silva
- Bentinho

## C
- Careca
- César Sampaio
- Cho Kwi-jea
- Choi Sung-kuk
- Cléber Santana
- Cléo
- Cristiano da Silva

## D
- Michihisa Date
- Diego
- Yoichi Doi
- Seydou Doumbia
- Sasa Drakulic
- Duda
- Dudu Cearense
- Dudu

## E
- Edílson
- Eduardo
- França

## G
- Jay-Roy Grot

## H
- Shigenori Hagimura
- Han Kook-young
- Taro Hasegawa
- Yu Hasegawa
- Wataru Hashimoto
- Koichi Hashiratani
- Yasuhiro Hato
- Ryohei Hayashi
- Kohei Higa
- Tomonori Hirayama
- Hong Myung-bo
- Hwang Sun-hong
- Akihiro Hyodo

## I
- Hiroshi Ibusuki
- Koji Inada
- Toru Irie
- Naoki Ishikawa

## J
- Paulo Jamelli
- Jorge Wagner
- Jussiê Ferreira Vieira

## K
- Jiro Kamata
- Kenta Kano
- Tomohiro Katanosaka
- Nozomu Kato
- Yu Kimura
- Kazushige Kirihata
- Hideaki Kitajima
- Ryo Kobayashi
- Yoshiyuki Kobayashi
- Yusuke Kobayashi
- Yuzo Kobayashi
- Masahiro Koga
- Naoya Kondo
- Masato Kudo
- Yohei Kurakawa
- Ryoichi Kurisawa
- Kim Chang-soo

## L
- Leandro Domingues
- Leandro Montera da Silva
- Tadanari Lee

## M
- Márcio Nobre
- Márcio Rodrigues Araújo
- Tadatoshi Masuda
- Tatsuya Masushima
- Yuta Minami
- Koki Mizuno
- Yuichi Mizutani
- Müller
- Yusuke Murakami
- Tomokazu Myojin

## N
- Shunta Nagai
- Mitsuru Nagata
- Takanori Nakajima
- Kosuke Nakamura
- Yusuke Nakatani
- Daisuke Nasu
- Nelsinho
- Neto Baiano
- Akira Nishino

## O
- Kazunari Okayama
- Tetsuya Okubo
- Harutaka Ono
- Takahiro Oshima
- Keisuke Ota
- Tetsuro Ota
- Hidekazu Otani
- Yuki Otsu

## P
- Ever Palacios
- Popó
- Park Dong-Hyuk

## R
- Anselmo Ramon
- Reinaldo
- Ricardinho
- Ricardo Lobo
- Roger

## S
- Hiroki Sakai
- Naoki Sakai
- Yukihiko Sato
- Norihiro Satsukawa
- Masakatsu Sawa
- Kentaro Sawada
- Takehito Shigehara
- Kenta Shimizu
- Takahiro Shimotaira
- Hristo Stoichkov
- Minoru Suganuma
- Takanori Sugeno
- Arata Sugiyama
- Kota Sugiyama
- Makoto Sunakawa
- Daisuke Suzuki
- Ryozo Suzuki
- Tatsuya Suzuki

## T
- Kosuke Taketomi
- Keiji Tamada
- Shin Tanada
- Junya Tanaka
- Hiroyuki Taniguchi
- Shinya Tanoue
- Yukio Tsuchiya

## W
- Valdir Benedito
- Hirofumi Watanabe
- Takeshi Watanabe
- Mitsuteru Watanabe

## Y
- Yoshitada Yamaguchi
- Ryosuke Yamanaka
- Iwao Yamane
- Masato Yamazaki
- Kisho Yano
- Tatsuya Yazawa
- Yoo Sang-chul
- Yuji Yokoyama
- Motohiro Yoshida

## Z
- Antônio Carlos Zago
- José Roberto de Oliveira
- Zé Sérgio